# Burgeroorlog tussen Octavianus en Marcus Antonius
De burgeroorlog tussen Octavianus en Marcus Antonius (32 tot 30 v.Chr.) was de laatste burgeroorlog van de Romeinse Republiek, uitgevochten tussen Marcus Antonius samen met Cleopatra, en Octavianus. In 32 v. Chr. las Octavianus het testament van Marcus Antonius voor aan de Romeinse senaat, waarin deze alles naliet aan zijn kinderen met Cleopatra en niets aan de dochters met zijn wettelijke vrouw Octavia, de zuster van Octavianus. Hierop verklaarde de laatste de oorlog aan de Egyptische koningin Cleopatra en zijn zwager Marcus Antonius. Veertig procent van de Romeinse senaat verliet, samen met beide consuls, Rome om zich aan de kant van Antonius te voegen. Na een beslissende overwinning voor Octavianus in de Slag bij Actium, trokken Cleopatra en Marcus Antonius zich terug naar Alexandrië, waar Octavianus de stad belegerde, totdat zowel Marcus Antonius als Cleopatra gedwongen werd zelfmoord te plegen.
In de oorlog vochten enkele van de grootste Romeinse legers ooit. De legioenen van zowel Marcus Antonius als Octavianus bestonden uit ervaren veteranen van eerdere burgeroorlogen, die eens samen hadden gevochten en waarvan velen onder Julius Caesar hadden gediend. 
Na het einde van de oorlog bracht Octavianus vrede in de Romeinse staat, die reeds een eeuw door burgeroorlogen werd geteisterd. Octavianus werd de machtigste man in de Romeinse wereld en de Senaat schonk hem in 27 v.Chr. de eretitel  Augustus. Octavianus, nu Augustus, werd de eerste Romeinse keizer en hij vormde de Republiek om tot het Romeinse Keizerrijk.
De laatste Republikeinse burgeroorlog zou het begin markeren van de Pax Romana, een periode van relatieve interne vrede en stabiliteit.